# Vavray-le-Petit
Vavray-le-Petit è un comune francese di 69 abitanti situato nel dipartimento della Marna nella regione del Grand Est.

## Società

### Evoluzione demografica
Abitanti censiti